# 菊川駅 (静岡県)
菊川駅（きくがわえき）は、静岡県菊川市堀之内にある、東海旅客鉄道（JR東海）東海道本線の駅である。駅番号はCA26。
運行形態の詳細は「東海道線 (静岡地区)」を参照。

## 歴史
- 1889年（明治22年）4月16日：堀ノ内駅（ほりのうちえき）として、官設鉄道静岡駅 - 浜松駅間の開通時に開業[1]。一般駅[1]。
- 1895年（明治28年）4月1日：線路名称制定。東海道線（1909年に東海道本線に改称）の所属となる。
- 1899年（明治32年）8月1日：駅前に城南馬車鉄道（馬車鉄道・後の堀之内軌道）が乗り入れ。
- 1935年（昭和10年）5月10日：堀之内軌道線休止（同年12月4日正式に廃止）。
- 1956年（昭和31年）4月10日：菊川駅に改称[1]。
- 1966年（昭和41年）4月：駅舎改築[2]。
- 1975年（昭和50年）3月1日：貨物の取扱を廃止[1]。
  - この頃まで、旭テック工場へ続く専用線があった。
- 1985年（昭和60年）3月14日：荷物の取扱を廃止[1]。
- 1987年（昭和62年）
  - 2月10日：みどりの窓口開設[3]。
  - 4月1日：国鉄分割民営化により、東海旅客鉄道（JR東海）の駅となる[1]。
- 1992年（平成4年）11月28日：自動改札機を導入[4]。
- 2008年（平成20年）3月1日：TOICAのサービス開始。

### 駅の立地に関する伝承
両隣の掛川駅と金谷駅が旧東海道沿線にあるのに対し、菊川駅は旧東海道を外れて5kmほど南下した場所にある。特に菊川駅と金谷駅の間は鉄道写真撮影の名所にもなるほどの半径400mの急カーブが連続する区間があるため、なぜ旧東海道日坂宿を通らずにこれほどまでに線路が曲げられたのか、という疑問をもたれることがある。
これに関して、東海道本線建設時、日坂村の住民らから、農業への悪影響（蒸気機関車の吐く煙によって茶葉に煤がつく、振動で茶の根が緩む等）を懸念した根強い反対運動（鉄道忌避）が起こったこと、代替案として考えられていた現在の御前崎市付近を通る海岸ルートでも同様の鉄道忌避が起こり、それと対照的に堀之内村（駅の立地する現在の菊川市堀之内）の住民らは県知事への陳情を行うなど積極的な誘致活動を行ったために現在のルートに決まったとする伝承が残されており、望月正子著の児童書『ちいさな村に汽車がきた 〜東海道線菊川駅ものがたり〜』にも取り上げられている。しかし他の鉄道忌避伝説と同様、この地においても鉄道誘致を行なっていたことを示す証拠はあっても鉄道忌避が起こったことを示す証拠はなく、仮に存在したとしてもそれがルート変更の理由になったかどうかは不明である。
技術的側面から考えれば、当時の技術では急勾配の坂を越えることや長大なトンネルを建設することは難しく、当時はこの菊川沿いのルート以外は考えられなかった、と『静岡県鉄道興亡史』は結論づけている。
なお、駅の誘致活動を行った住民らは、1889年（明治22年）に堀ノ内駅（菊川駅）が開業すると、やや離れた場所に「旧村」（きゅうそん）という農業集落を形成し一部が移り住む一方、駅前の土地で商店や旅館を経営したり、土地を貸すなどの事業を行うようになった。いまでも駅前の土地の多くは旧村地区の地主が所有しているとされる。旧村とは古くからの堀之内の住民の村との意で、昭和後期まで旧村自治会として存続し、その後名称を変更して現在の堀之内自治会となっている。

## 駅構造
単式ホーム1面1線と島式ホーム1面2線、合計2面3線のホームを有する地上駅。構内南側から駅舎、1番線（単式ホーム）、2番線・3番線（島式ホーム）の順に並んでいる。なお、2・3番線が本線、1番線が副本線となっている。
駅舎に隣接する1番線は一部の列車が発着するのみで、通常は跨線橋を渡った2番線または3番線を発着する。3番線の北側には留置線がある。この留置線は上り貨物列車の待避用に使用されてきたが、2002年のFIFA（国際サッカー連盟）主催サッカーワールドカップ開催時に下り側の信号機が整備されエコパスタジアムでの催事等には臨時列車の発着にも利用されている。
浜松発23時台終わりと、静岡発23時半過ぎの終電は、当駅止まりである。また、下り線では2本だけ長距離運用の普通列車が設定されている(名古屋方面岐阜行き、朝6時半過ぎの1本は当駅始発)。車両は掛川駅以東ではほとんど見られない大垣車両区の313系1100番台で運用される。発車番線は1番線である。
駅長は配置されない駅員配置駅（直営駅）であり、掛川駅が当駅を管理する。JR全線きっぷうりばが設置されている。改札外コンコースにベルマートが設置されている。

### のりば
| 番線 | 路線          | 方向 | 行先           | 備考         |
| ---- | ------------- | ---- | -------------- | ------------ |
| 1    | CA 東海道本線 | 下り | 浜松・豊橋方面 | 当駅始発のみ |
| 1    | CA 東海道本線 | 上り | 静岡・沼津方面 | 当駅始発のみ |
| 2    | CA 東海道本線 | 下り | 浜松・豊橋方面 |              |
| 3    | CA 東海道本線 | 上り | 静岡・沼津方面 |              |

（出典：JR東海:駅構内図）
- 夜間滞泊が設定されている。

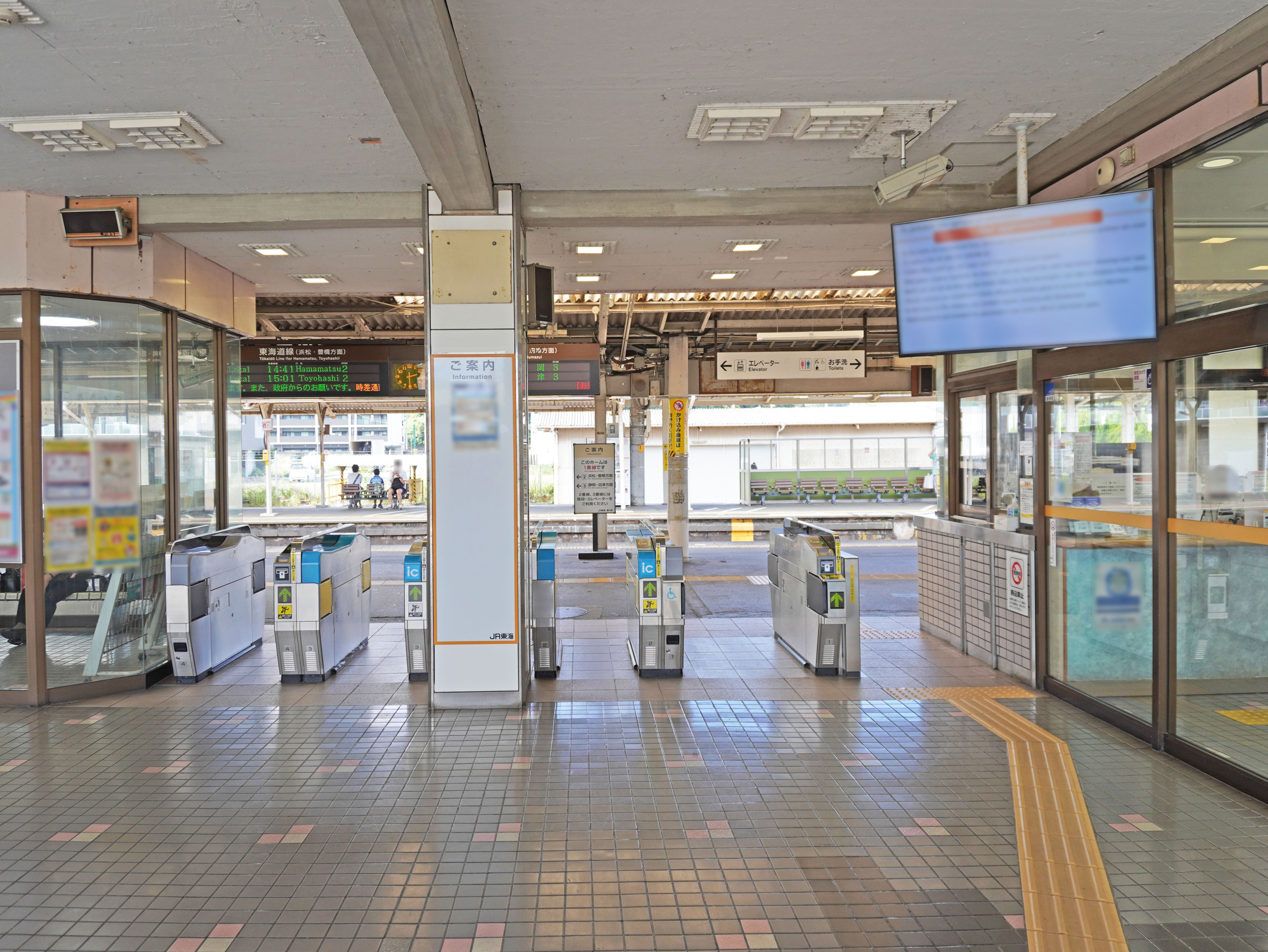
改札口（2022年9月）
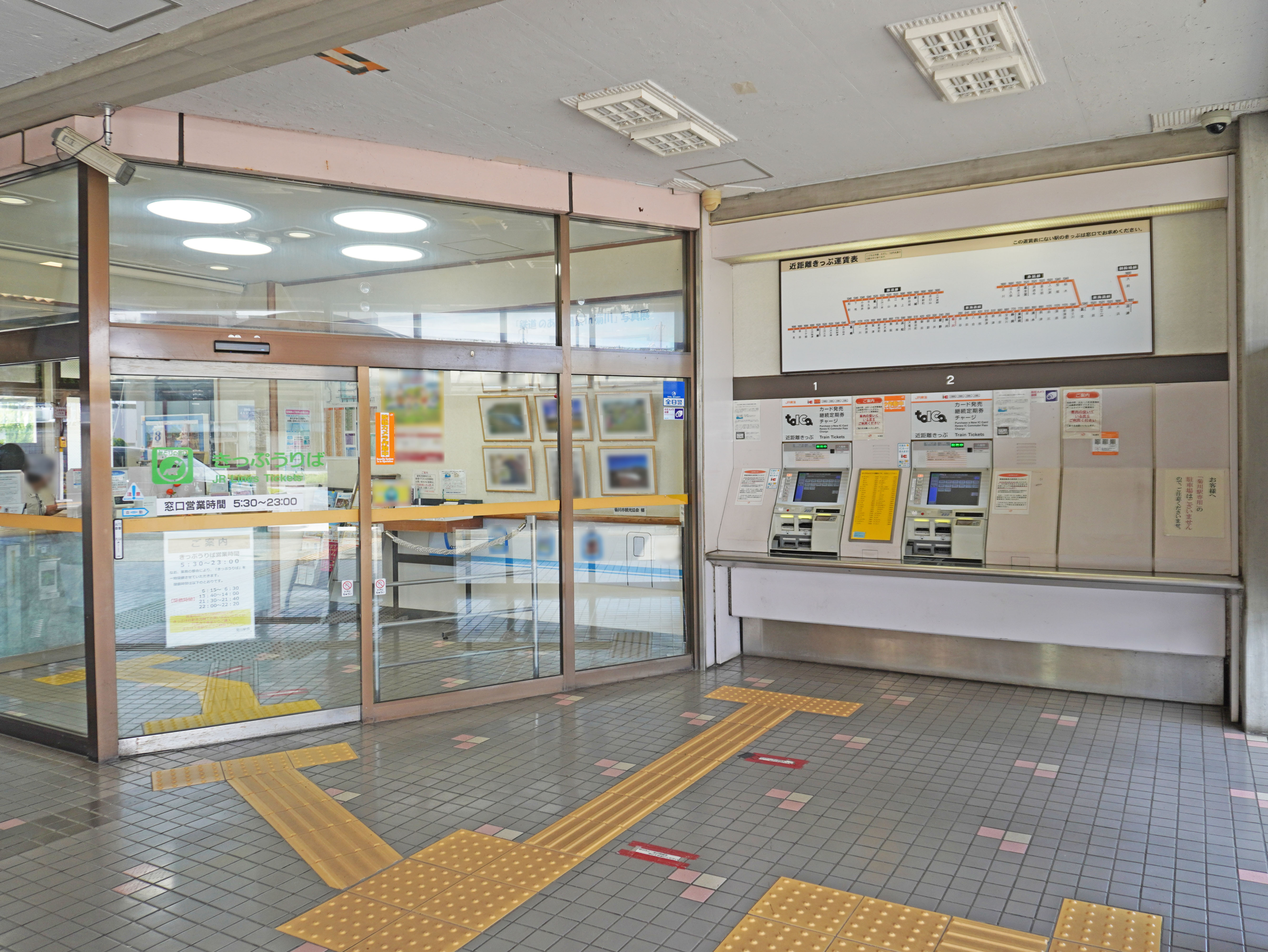
切符売り場（2022年9月）
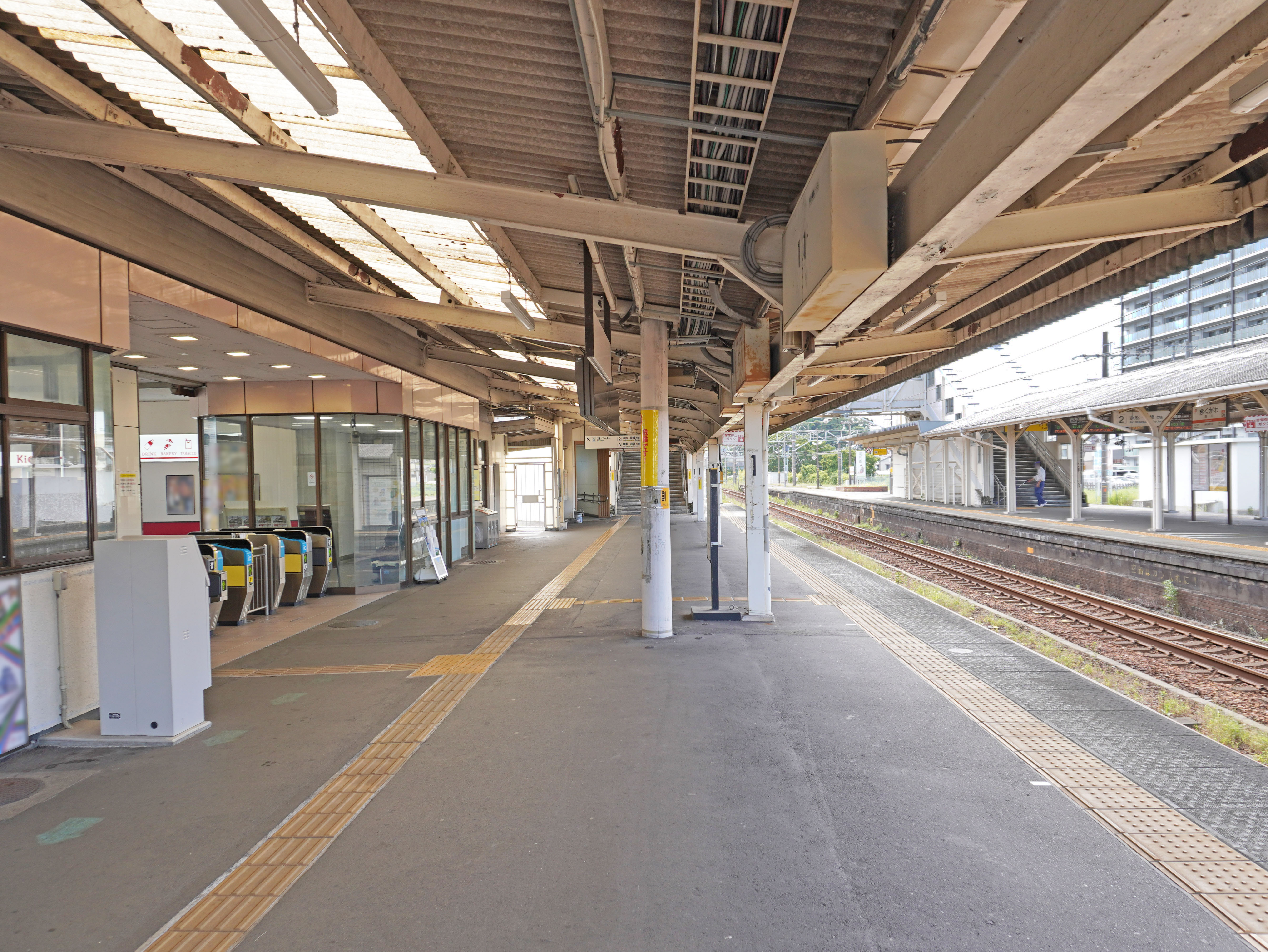
1番線ホーム（2022年9月）
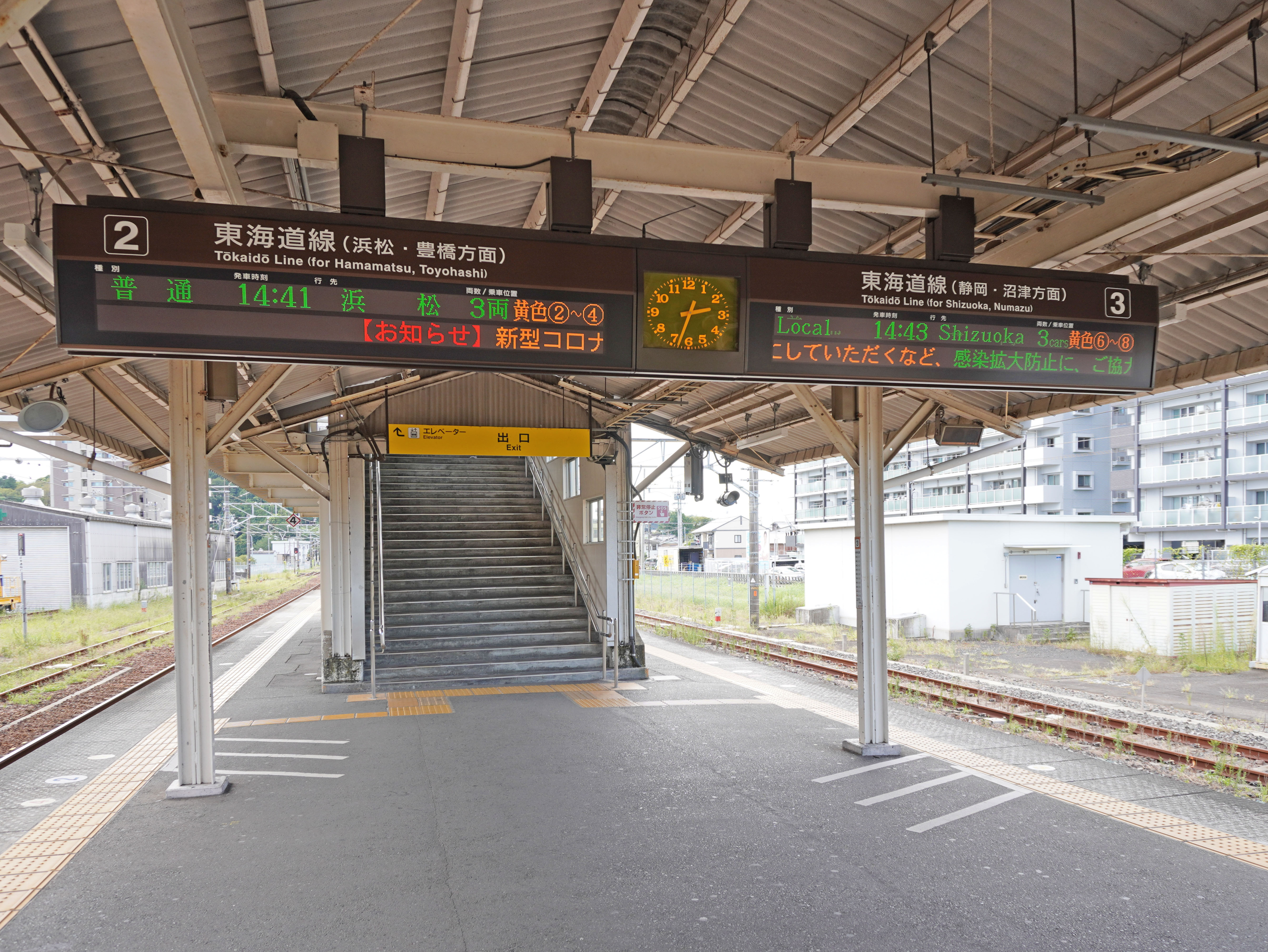
2・3番線ホーム（2022年9月）

## 利用状況
「静岡県統計年鑑」によると、2021年度（令和3年度）の1日平均乗車人員は3,386人である。
1993年度（平成5年度）以降の推移は以下のとおりである。
| 乗車人員推移       | 乗車人員推移     | 乗車人員推移 |
| 年度               | 1日平均 乗車人員 | 出典         |
| ------------------ | ---------------- | ------------ |
| 1993年（平成05年） | 6,220            | [ 8 ]        |
| 1994年（平成06年） | 6,060            | [ 8 ]        |
| 1995年（平成07年） | 6,121            | [ 8 ]        |
| 1996年（平成08年） | 6,096            | [ 8 ]        |
| 1997年（平成09年） | 5,710            | [ 8 ]        |
| 1998年（平成10年） | 5,432            | [ 8 ]        |
| 1999年（平成11年） | 5,310            | [ 8 ]        |
| 2000年（平成12年） | 5,101            | [ 8 ]        |
| 2001年（平成13年） | 4,987            | [ 8 ]        |
| 2002年（平成14年） | 4,896            | [ 8 ]        |
| 2003年（平成15年） | 5,040            | [ 8 ]        |
| 2004年（平成16年） | 4,978            | [ 8 ]        |
| 2005年（平成17年） | 4,682            | [ 8 ]        |
| 2006年（平成18年） | 4,544            | [ 8 ]        |
| 2007年（平成19年） | 4,529            | [ 8 ]        |
| 2008年（平成20年） | 4,534            | [ 8 ]        |
| 2009年（平成21年） | 4,326            | [ 8 ]        |
| 2010年（平成22年） | 4,254            | [ 8 ]        |
| 2011年（平成23年） | 4,284            | [ 8 ]        |
| 2012年（平成24年） | 4,365            | [ 8 ]        |
| 2013年（平成25年） | 4,399            | [ 8 ]        |
| 2014年（平成26年） | 4,218            | [ 8 ]        |
| 2015年（平成27年） | 4,275            | [ 8 ]        |
| 2016年（平成28年） | 4,225            | [ 8 ]        |
| 2017年（平成29年） | 4,216            | [ 8 ]        |
| 2018年（平成30年） | 4,156            | [ 8 ]        |
| 2019年（令和元年） | 4,083            | [ 8 ]        |
| 2020年（令和02年） | 3,376            | [ 8 ]        |
| 2021年（令和03年） | 3,386            | [ 8 ]        |

## 駅周辺
- 菊川市役所・菊川市立図書館
- 常葉学園菊川中学校・高等学校
- 菊川インターチェンジ - 東名高速道路
- 報恩寺
開業時、報恩寺から境内の土地の提供を受け建設された。近年では駅前広場（バスターミナル）拡張のため、さらに土地の提供を受けている。
- えんてつ菊川ショッピングセンター

駅の南側は菊川市の中心市街地で、商店や住宅が立ち並んでいる。昭和50年代に計画された中心市街地再開発事業が2006年現在においても継続中であり、再開発の長期化による商業の衰退と人口の郊外への流出がみられる。近年は駅から1kmほど南の菊川インターチェンジ周辺で宅地・商業地開発が盛んであり、これらに対応する送迎用ターミナルの整備が2008年度までに行われた。
北側は茶畑などが広がる丘陵地帯である、駅の近くには緑ヶ丘や柳町といった住宅街が整備された。また、駅北側にはかつて旭テックの本社が隣接していたが、同社が横地事業所へ本社を移転したことで跡地が再開発され、ショッピングセンターや分譲マンションなどが建設されている。

## 橋上駅化計画
前述のように駅北側にはかつて旭テックの本社が隣接していたことなどから、駅には北口がないが、2013年以降は跡地の再開発により、駅北の柳町・潮海寺地区と駅南との交通の便を向上するアンダーパス、マンションやショッピングセンターなどが整備され、駅南北の人の往来需要が増加している。
これを受け、菊川市は菊川駅を駅北側からも利用しやすいよう、橋上駅舎への建て替えと自由通路の建設を計画。2018年9月補正予算に調査予算を計上、2021年には概略設計が完了した。2022年度着工、2027年度の完成を目指す。

## バス路線
「菊川駅前」停留所にて、以下の路線バスが発着する。
- しずてつジャストライン
  - 菊川浜岡線
    - 浜岡営業所
    - 菊川市立総合病院
    - 小笠高校（休校日運休）

- 菊川市コミュニティバス[11][12]

以下の5路線が駅前バスターミナルを発着する。括弧内は路線識別用の色とマスコット。
- 西方コース（1号車 ■ウサギ）
- 沢水加コース（2号車 ■ライオン）
- 倉沢・富田コース（3号車 ■パンダ）
- 菊川東循環コース（4号車 ■ゾウ）
- 菊川西循環コース（5号車 ■イヌ）

## 隣の駅
※「ホームライナー静岡」「ホームライナー浜松」の隣の停車駅は東海道線 (静岡地区)を参照のこと。
東海旅客鉄道（JR東海）
CA 東海道本線
金谷駅 (CA25) - 菊川駅 (CA26) - 掛川駅 (CA27)